# Оке Лундеберг
Оке Лундеберг (швед. Åke Lundeberg; нар. 14 грудня 1888 — пом. 29 травня 1939) — шведський стрілець, дворазовий олімпійський чемпіон.

## Біографія
Народився 14 грудня 1888 року в місті Євле, лен Євлеборґ, Швеція.
Учасник V літніх Олімпійських ігор 1912 року в Стокгольмі. В складі збірної Швеції брав участь в змаганнях з кульової стрільби в 5 дисциплінах і виборов 2 золоті та 1 срібну олімпійські медалі.
Помер 29 травня 1939 року в місті Євле.

## Участь в Олімпійських іграх
| Олімпійські ігри | Вид спорту | Дисципліна                                                                     | Результат | Місце  |
| ---------------- | ---------- | ------------------------------------------------------------------------------ | --------- | ------ |
| Стокгольм 1912   | Стрільба   | чоловіки, «олень, що біжить», 100 метрів, одиночні постріли, особиста першість | 41        | 2      |
| Стокгольм 1912   | Стрільба   | чоловіки, «олень, що біжить», 100 метрів, одиночні постріли, командна першість | 151 (39)  | 1      |
| Стокгольм 1912   | Стрільба   | чоловіки, «олень, що біжить», 100 метрів, подвійні постріли, особиста першість | 79        | 1 — ОР |
| Стокгольм 1912   | Стрільба   | чоловіки, треп, особиста першість                                              | 84        | 20     |
| Стокгольм 1912   | Стрільба   | чоловіки, треп, командна першість                                              | 243 (48)  | 4      |